# 무라카미 류
무라카미 류(村上 龍, 1952년 2월 19일 ~)는 일본의 소설가이자 영화 감독이다. 나가사키현 사세보시 출신으로, 무사시노 미술대학 재학 중이던 1976년, 마약과 섹스에 빠진 방탕한 젊은이들을 그린 《한없이 투명에 가까운 블루》로 군조 신인 문학상과 아쿠타가와 류노스케 상을 받았다. 히피 문화 영향을 강하게 받은 작가로, 무라카미 하루키와 함께 시대를 대표하는 작가로 주목 받았다. 주요 작품으로 《코인로커 베이비스》, 《사랑과 환상의 파시즘》, 《오 분 후의 세계》, 《희망의 나라로 엑소더스》, 《반도에서 나가라》,《올드 테러리스트》 등이 있다.

## 작품 목록

### 장편 소설
- 1976년: 《한없이 투명에 가까운 블루》
- 1980년: 《코인로커 베이비스》
- 1987년: 《69 식스티 나인》
- 1987년: 《사랑과 환상의 파시즘》
- 1989년: 《래플스 호텔》
- 1994년: 《쇼와가요대전집》
- 1994년: 《오 분 후의 세계》
- 2000년: 《공생충》
- 2000년: 《희망의 나라로 엑소더스》
- 2001년: 《너를 비틀어 나를 채운다(원서: THE MASK CLUB)》
- 2003년: 《지상에서의 마지막 가족》
- 2005년: 《반도에서 나가라》
- 2015년: 《올드 테러리스트》

### 그림책
- 2003년: 《13세의 헬로워크》

## 인터넷 활동

### RVR (Ryu's Video Report)
2006년부터 스포츠, 한국 영화, 시사 문제를 주제로 한 영상을 인터넷에 올리고 있다.